# سن آنتونیو د اورسا
سن آنتونیو د اورسا (به لاتین: San Antonio de Ureca) یک منطقهٔ مسکونی در گینه استوایی است که در استان بیوکو سور واقع شده‌است. سن آنتونیو د اورسا ۱۸۶ متر بالاتر از سطح دریا واقع شده‌است.